# Cratere Lilian
Lilian  è un cratere sulla superficie di Venere.